# Coregonus huntsmani
O Coregonus huntsmani é um coregoninae que habita alguns lagos de água doce dentro da Nova Escócia, Canadá. Ele é conhecido por sobreviver apenas na bacia hidrográfica de Petite Rivière. No passado este peixe foi também encontrado nos rios Tusket e Annis na Nova Escócia, essas populações eram anádromas, migrando para o estuário para se alimentar e se reproduzindo em água doce. O Coregonus huntsmani é geneticamente distinto do Coregonus clupeaformis e do Coregonus artedi, que ocorrem em grande parte da América do Norte continental.

## Nomenclatura
C. huntsmani foi originalmente designado Coregonus canadensis, mas o nome da espécie foi alterado em 1987. Outros nomes comuns pelos quais C. huntsmani é conhecido são Acadian whitefish e sault whitefish. A espécie foi designada como  uma espécie ameaçada de extinção pela União Internacional para a Conservação da Natureza em 1986 e como uma espécie vulnerável em 1996, a Nova Escócia proibiu a sua pesca sob o Ato da Pesca canadense.

## Fisionomia
O C. huntsmani tem uma forma salmonídea típica, é prateado nas laterais e na parte de baixo. Suas costas variam de um azul escuro ao verde-escuro. As populações dessa espécie se alimentam de insetos e pequenos peixes, a reprodução na natureza não foi observada ainda.